# Bangiales
Bangiales, es un orden de la clase Bangiophyceae, de acuerdo con el sistema de clasificación Hwan Su Yoon et al. (2006) . Son algas rojas multicelulares .
- Este orden fue respaldado por el sistema de clasificación sintetizados a partir de R.E. Lee (2008)

## Taxones inferiores
Contiene una sola familia: Bangiaceae Engler, 1892.
Géneros: Dione, Minerva, Bangia, Pseudobangia, Porphyra.
Según ITIS (rev. 2016):
Géneros: Bangia, Porphyra, Porphyrella, Conchocelis.